# Красюк, Матрёна Даниловна
Матрёна Даниловна Красюк (21 марта 1923, хутор Любивщина, Миргородский  район, Полтавская область, УССР, СССР — 30 мая 1977, село Любивщина, Миргородский район, Полтавская область, Украина) — колхозница, Герой Социалистического Труда (1966).

## Биография
Родилась 21 марта 1923 года в крестьянской семье на хуторе Любивщина Миргородского района Полтавской области. Закончив в 1938 году среднюю школу, вступила в колхоз «Страна Советов». С 1947 года работала звеньевой в колхозе «Ленинский путь».
В 1965 году полеводческое звено Матрёны Красюк собрало по 82 центнеров кукурузы с участка площадью 67 гектаров. За этот доблестный труд Матрёна Красюк была удостоена в 1966 году звания Героя Социалистического Труда.
Неоднократно избиралась депутатом Шахворостовского сельского совета.
Скончалась в 1977 году и была похоронена на сельском кладбище села Любивщина.

## Награды
- Герой Социалистического Труда — Указом Президиума Верховного Совета от 23 июня 1966 года за успехи в выращивании кукурузы.
- Орден Ленина (1966);